# Torbjørn Jensen
Torbjørn Jensen (17 agosto 1965) è un ex calciatore faroese, di ruolo attaccante.